# 庫什特帕運河
庫什特帕運河是阿富汗北部地區修建中的一條運河，主運河設計長度285公里。塔利班政府為將550,000公頃沙漠區域化為耕地，因而開鑿運河，以引界河阿姆河水入內陸使用。根據計劃，庫什特帕運河自巴尔赫省起，經朱兹詹省，延伸至法里亚布省內而止。
阿富汗塔利班政府在2022年初時，將庫什特帕運河開鑿計劃列為治國要務之一。阿富汗官方通訊社援引專家稱，該項目將使阿富汗小麥生產滿足國內需求，甚至使阿富汗成為小麥出口國。地球遙感公司行星實驗室圖像顯示，2022年4月至2023年2月間，阿富汗已挖鑿河段逾一百公里。施工第一階段已於2023年10月完成，第二階段隨後旋即展開。
圍繞庫什特帕運河項目，不少獨立工程師表示關切與質疑。他們認為阿富汗政府並不具備運河建設的實際知識，稱運河施工缺乏監理，施工方法「原始粗劣」。2023年12月，據報運河出現重大決口，衛星圖像顯示，在岸堤潰決附近新形成了一片水域。

## 跨國河流資源利用問題
阿姆河亦流經吉爾吉斯斯坦、塔吉克斯坦、土庫曼斯坦、烏茲別克斯坦。蘇聯時期，四國曾在蘇聯加盟國框架內訂立阿姆河分水管理體制。阿富汗的利益並未得到該體制的良好考慮。
2022年，庫什特帕運河運河施工開始時，阿富汗尚未加入任何關於國際河流水資源利用的區域性或國際性條約。因而對於流域內其他國家的關切，各國間缺乏預先安排的爭議解決程序。塔利班政府聲稱，利用阿姆河河水，是阿富汗的一項一般性權利，與是否有國際協定無關。
據估測，運河竣工後，二至三成的阿姆河水將被分引至阿富汗北部地區。烏茲別克斯坦是庫什特帕運河項目的潛在受影響國。塔什干表達了運河開鑿恐傷該國農業的憂慮，總統米爾濟約耶夫說：「我们地区出现了水资源开发的新参与者，这将造成深刻的变化。」2023年烏茲別克官員與塔利班就此問題展開對話，但並未達成任何官方協定。

## 環境憂慮
環境專家擔憂，嚴峻的鹹海生態問題將因庫什特帕運河分流阿姆河水而再度惡化。分析報導中亞研究局（cabar.asia）發布詳細研究顯示，運河項目施工工藝幾近「原始粗劣」，運河水資源或有流失可能。

## 外部連結
- YouTube上的The start of the second phase of the largest project of the Afghanistan desert (Oct. 12, 2023)
- YouTube上的Qosh Tepa Canal Champion (Oct. 9, 2023)
- YouTube上的Afghanistan Is Building Asia's Largest Artificial River In The Desert (Aug. 4, 2023)
- YouTube上的A 2022 TOLOnews documentary about the canal